# Al-Mansur
Abū Jaʿfar ʿAbd Allāh ibn Muḥammad al-Manṣūr (in arabo ابو جعفر عبدالله ابن محمد المنصور‎?; al-Humayma, 712 circa – Baghdad, 775) fu il secondo califfo della dinastia abbaside.
Regnò dal 754 al 775 ed è maggiormente noto per aver disposto la fondazione nel 762 di una nuova residenza e di un nuovo palazzo califfale (la cosiddetta "Città Rotonda"), presso l'antico villaggio preislamico persiano di Baghdad - che sarà spesso chiamata in seguito Madīnat al-Salām (Città della Pace) - destinandola a diventare la nuova capitale califfale.

## Biografia

### L'uccisione di Abū Muslim
I primi anni del suo regno furono segnati dal problema del consolidamento del trono dopo la morte del suo predecessore e primo califfo abbaside, Abū l-ʿAbbās, noto per il suo laqab di al-Ṣaffāḥ (il Generoso). Per rafforzare la nuova dinastia nel 752 ordinò l'assassinio di Abū Muslim, un liberto (mawlā) che era stato incaricato dalla famiglia abbaside di organizzare la propaganda anti-omayyade e che aveva vittoriosamente guidato l'esercito abbaside contro il regime califfale di Damasco, sconfiggendone l'ultimo esponente, Marwān II. L'enorme popolarità guadagnata da Abū Muslim allarmò al-Manṣūr che, dopo averlo convocato presso la sua corte, lo fece eliminare sotto i suoi occhi da una sua guardia, facendone poi gettare il cadavere nel fiume Tigri.
In realtà il califfato di al-Manṣūr non si esaurisce in questo omicidio e nella fondazione della città islamica che sarebbe stata destinata a diventare, alla sua acme, la maggior città di tutto il mondo di allora, con il suo milione circa di abitanti, le sue centinaia di moschee, i suoi ḥammām e con i suoi settemila ettari di superficie (cinque volte più della stessa Costantinopoli).

### Muhammadal-Nafs al-Zakiyya
Il califfo infatti dovette affrontare problemi non piccoli di ordine pubblico, il più importante dei quali fu il tentativo di rovesciamento degli Abbasidi tentato dall'alide Muḥammad ibn ʿAbd Allāh, soprannominato al-Nafs al-Zakiyya (L'Anima Pura). La rivolta costituisce il primo episodio della lunga contesa fra l'Alidismo (che poi lentamente diventerà il futuro Sciismo) e quello che poco dopo sarà chiamato Sunnismo. La pretesa infatti degli Alidi - che con gli Abbasidi avevano combattuto contro gli Omayyadi, considerati "usurpatori" dei diritti dell'Ahl al-Bayt ("La Gente della Casa", vale a dire il casato del profeta Maometto) - era infatti quella di assumere con il loro esponente principale la dignità califfale, che essi consideravano loro di diritto e usurpata in seguito alle vicende connesse allo scontro fra il quarto califfo ʿAlī b. Abī Ṭālib, cugino e genero del profeta, e l'omayyade Muʿāwiya b. Abī Sufyān, che avevano portato allo scontro di Siffīn.
Al fronte anti-omayyade avevano partecipato anche gli Abbasidi, che dovevano il loro nome al fatto di essere discendenti dello zio del Profeta, al-ʿAbbās b. ʿAbd al-Muṭṭalib, ma a vittoria conseguita gli Abbasidi (che avevano puntigliosamente creato e resi efficienti gli eserciti khorasanici, detti Khurāsāniyya, grazie ad Abū Muslim) tennero per loro la suprema carica della Umma islamica, anziché cederla agli ingenui e fiduciosi alidi. Le rivolte dell'Anima Pura a Medina nel dicembre 762 e di suo fratello Ibrāhīm a Bassora nel gennaio 763 (vittoria abbaside di Bākhamrā) furono facilmente stroncate da al-Manṣūr, ma da quel momento la frattura non fu più sanata, causando divisioni fra i musulmani che ancor oggi mostrano tutta la loro forza.

### Il consolidamento del potere barmecide
Un'altra importante riforma di al-Manṣūr fu il grande impulso dato ad un'efficiente amministrazione, delegando amplissimi poteri alla famiglia khorasanica dei Barmecidi, che condussero il califfato con eccezionale competenza e spirito modernizzatore Quando al-Manṣūr morì (forse per cancro allo stomaco) lasciava un impero forte militarmente ed economicamente, con le casse erariali (il Bayt al-māl, ossia "Casa della ricchezza") ricolme di milioni di dīnār, frutto della sua saggia e accorta amministrazione finanziaria. Gli succedeva il suo amatissimo figlio Muḥammad, chiamato per volere paterno con il laqab al-Mahdī ("il Benguidato [da Dio]") per controbattere a livello di propaganda alla pretesa dell'alide al-Nafs al-Zakiyya, che si presentava ai musulmani appunto come il Mahdī.